# 364 a.C.
Il 364 a.C. (CCCLXIV a.C. in numeri romani) è un anno  del IV secolo a.C.

## Eventi
- Su consiglio di Epaminonda, Tebe costruisce una flotta di 100 triremi per conquistare Rodi, Chio e Bisanzio e rivaleggiare sul mare con Atene
- Battaglia di Cinocefale: I Tebani, comandati da Pelopida, combattono contro il tiranno Alessandro di Fere in Tessaglia; Pelopida muore nel combattimento e la battaglia ha esito incerto
- Le maggiori opere di Prassitele di Atene, il più grande scultore dell'Attica del IV secolo a.C.
- Roma
  - Consoli Gaio Licinio Calvo Stolone e Gaio Sulpicio Petico
  - Per la prima volta furono istituiti i ludi scenici
- probabile prima osservazione di uno dei satelliti galileiani da parte dell'astronomo Gan De.

## Morti
- Pelopida, politico e militare greco antico